# باشگاه فوتبال هکن
باشگاه فوتبال هکن (سوئدی: BK Häcken) یک باشگاه فوتبال در شهر یوتبری، سوئد است.
این باشگاه که در سال ۱۹۴۰ تأسیس شده سابقه یک نایب قهرمانی در لیگ برتر فوتبال سوئد و یک قهرمانی در جام حذفی فوتبال سوئد را در کارنامه دارد.دالاهو ایراندوست هافبک ایرانی هم اکنون عضو این تیم است.